# Вильне Життя
Вильне Життя (укр. Вільне Життя) — село,
Николаевский сельский совет,
Софиевский район,
Днепропетровская область,
Украина.
Код КОАТУУ — 1225284402. Население по переписи 2001 года составляло 1 человек.

## Географическое положение
Село Вильне Життя находится на левом берегу безымянной пересыхающей речушки, приток реки Водяная.
Ниже по течению на расстоянии в 2,5 км расположено село Александро-Беловка.